# Foodwatch
Foodwatch è un gruppo d'interesse che si focalizza sulla protezione dei diritti dei consumatori per quanto la qualità del cibo. È stato fondato nell'ottobre 2002 a Berlino dall'ex direttore esecutivo di Greenpeace Thilo Bode. Dal 2012 l'organizzazione è attiva in Germania e nei Paesi Bassi.
Nel 2008 hanno riportato la concentrazione di uranio nell'acqua da rubinetto tedesca che eccedeva oltre i livelli consentiti
Un aspetto importante delle attività di Foodwatch consiste nello studio delle dichiarazioni dei produttori nelle campagne di marketing e sulla confezione. Ogni anno Foodwatch consegna il Goldener Windbeutel (tedesco) / Gouden windei (olandese), dato al prodotto la cui confezione è la più ingannevole come votata dai visitatori del sito web.